# Pilote du diable
Pour plus de détails, voir Fiche technique et Distribution.
Pilote du diable (titre original : Chain Lightning) est un film américain réalisé par Stuart Heisler, sorti en 1950.

## Synopsis
Un ancien pilote de bombardier se fait engager en tant que pilote d'essai. La secrétaire de son patron, un constructeur d'avions à réaction, n'est autre que la femme qu'il a connu en Europe. Il accepte de faire un vol publicitaire au-dessus du pole Nord, afin de prouver la viabilité d'un prototype...

## Fiche technique
- Titre français : Pilote du diable
- Titre original : Chain Lightning
- Réalisation : Stuart Heisler, assisté de Don Alvarado
- Scénario : Liam O'Brien (en) et Vincent B. Evans d'après l'histoire These Many Years de Lester Cole
- Musique : David Buttolph
- Directeur de la photographie : Ernest Haller
- Effets visuels : Edwin B. DuPar
- Montage : Thomas Reilly
- Direction artistique : Leo K. Kuter
- Décorateur de plateau : William Wallace
- Costumes : Leah Rhodes
- Producteur : Anthony Veiller
- Société de production et de distribution : Warner Bros
- Pays d'origine :  États-Unis
- Langue : anglais
- Format : Noir et blanc - 35 mm - 1,37:1 - Son : Mono (RCA Sound System)
- Genre : Film d'aventure
- Durée : 94 minutes
- Dates de sortie :
  - États-Unis : 18 février 1950 (New York)
- Affiche : René Péron (France)

## Distribution
- Humphrey Bogart : Lt Colonel Matthew "Matt" Brennan
- Eleanor Parker : Joan "Jo" Holloway
- Raymond Massey : Leland Willis
- Richard Whorf : Carl Troxell
- James Brown : Major Hinkle
- Roy Roberts : Major General Hewitt
- Morris Ankrum : Ed Bostwick
- Fay Baker : Mme Willis
- Fred Sherman : Jeb Farley
- Peter Julien Ortiz : un jeune capitaine